# 嶋村かおり
嶋村 かおり（しまむら かおり、1971年1月27日 - ）は日本のグラビアモデル、タレント、女優。本名、松元 香織（まつもと かおり）。山口県山陽小野田市出身。

## 来歴・人物
1988年に17歳で芸能界デビュー。グラビアアイドル、レースクイーンやキャンペーンガールとして活動する。特にグラビアにおいては200誌を超える各種雑誌の表紙モデルやグラビアページを飾り、写真集も22冊発表し、絶大な人気を集める。1992年にはヨコハマタイヤイメージガールとしてチームADVANのレースクイーンを務め、1993年には第4回ミス・モデル・インターナショナルページェントに日本代表として出場しミスフォトジェニック賞を受賞した。
出演映画『ナチュラル・ウーマン』にて初主演&初ヌードを行い、写真集『MELLOW』からはヌードモデル（主にヘアヌード）での活動が中心となる。一方東映Vシネマ作品『XX』にて抜群のスタイルとクールな殺し屋役が話題となり、女優として新たな人気を獲得し多数のオリジナルビデオや映画に出演した。
2010年2月15日、結婚。
44歳の時、乳がんのため、がん摘出と乳房再建の手術を受けていたことを、2018年5月4日放送の『爆報! THE フライデー』（TBS）の番組内で明らかにした。

## 主な出演

### 映画・Vシネマ
- マハラジャの恋
- 十六歳のマリンブルー
- ナチュラル・ウーマン (1994年・初主演)
- GUN CRAZY
- XX（ダブルエックス） 美しき獣
- 監禁列島 美しき女豹
- XX（ダブルエックス）しなやかな美獣
- 爆走!ムーンエンジェル-北へ
- リップスティック
- ROSE 殺戮の女豹
- 新女刑事サシバ SEXYCOP348
- KILL キル
- ジャンク 死霊狩り
- W・HEAT 殺しの報酬
- TWO-MAN

### テレビ
- ハイレグクィーンロマンス ピットに賭ける恋!（1991年9月23日、フジテレビ）
- 世にも奇妙な物語 「ニュースおじさん」（1991年10月3日、フジテレビ）
- お兄ちゃん -改札口-（1991年10月14日、TBS）
- 29歳のクリスマス（1994年10月20日、フジテレビ）
- 浅草キッド 神々の深き欲望!!（2002年9月27日、テレビ朝日）
- 深夜の星「ゲノスの会議」（2004年、TBS）
- 連鎖怪談 a chain of curses episode 1（2005年10月12日、KBS京都ほか）
- 爆報! THE フライデー（2018年5月4日、TBS）

### ビデオ・DVD
- グラビアの美少女
- 嶋村かおり×後藤麻衣 Last Tango（2001年6月25日）ケイエスエス
- 嶋村かおりファーストDVD Ruby（2001年6月29日）エイヴィジャパン・笠倉出版社
- Legend（2001年9月10日）バウハウス

### CD
- マハラジャの恋（1991年3月25日）ビクター音楽産業
- THUNDER LADY（1992年7月15日）東芝EMI

## 出版

### 写真集
- 嶋村かおり写真集（1989年9月2日）大洋出版
- 嶋村かおり写真集（1990年6月30日）ビックマン
- Loving you（1991年3月20日）電波新聞社
- Close to you（1991年8月23日）T.I.S.ワニブックス
- もっときれいな嘘（1992年4月25日）近代映画社
- やさしく夢に抱かれて（1992年12月10日）英知出版
- GUESS（1993年11月17日）スコラ
- MELLOW（1995年3月17日）スコラ
- XX（1995年8月31日）英知出版
- ROSE（1996年4月26日）英知出版
- L'ODEUR（1996年10月31日）ぶんか社
- HEAT（1997年10月21日）バウハウス
- GRACE（1999年6月19日）バウハウス
- LEGEND（2000年1月27日）バウハウス
- FINALE（2000年11月25日）バウハウス
- 嶋村かおり×後藤麻衣 Last Tango（2001年3月15日）KSS
- KAORI（2002年3月7日）双葉社
- オスティウム（2002年7月25日）音楽専科社
- KIREI（2002年11月28日）PhotoWebLabo
- PREM（2003年8月1日）ぶんか社

### 雑誌
- デラべっぴん No.40（1989年3月号、英知出版）表紙